# J-11 (航空機)
J-11
殲撃-11
- 用途：制空戦闘機、多用途戦闘機
- 製造者：瀋陽飛機工業集団
- 運用者： 中国（空軍、海軍）
- 初飛行：1998年
- 生産数：253機
- 生産開始：1998年
- 運用状況：現役
- 原型機：Su-27SK
- 派生型：J-15

J-11（殲撃十一型、Jian-11、歼-11）は中華人民共和国の航空機メーカー、瀋陽飛機工業集団がロシアのSu-27SKを元に開発した制空戦闘機または多用途戦闘機である。NATOコードネームは「フランカー L（Flanker-L）」。

## 概要
J-11はSu-27SKを元に製造された単座型の制空戦闘機であり、J-11A、J-11B、J-11BSなど多くの派生型が製造されている。
J-11の開発は1990年代後半にロシアとの協定により供給された200機のSu-27SKをライセンス生産するところから始まり、生産は1998年に開始され初飛行も同年に実施された。しかし、100機が生産された後にロシアと中国の共同生産は中国が協定の中で発生した違反行為を理由に中止され、その後中国は独自の戦闘機としてJ-11の生産を継続し、現在までに計253機が生産され、現在も生産は継続している｡
J-11の機体は原型となったSu-27SKに酷似しているが、改良がなされたJ-11Bは機体に多くの割合で複合材料を使用している他、エンジンはロシアのAL-31Fから国産であるWS-10Dに置き換えられ、テイルブームの両側にミサイル警報装置が取り付けられるなど多くの改良点が存在する。

## 派生型
J-11
初期型。現在は全ての機体がJ-11Aにアップグレードされたと考えられている。
J-11A
新たにミサイル警報装置やR-77の発射能力が付与されたアップグレード型。
2022年には機体に更に改良されたミサイル警報装置が搭載され、一部の機体にはIFFアンテナが搭載されていることが確認されている。
J-11B
機体に使用される複合材料の割合を増やし、機体重量を700kg軽減し国産のエンジンであるWS-10Dを搭載したアップグレード型。
150kmの探知距離を持ち、6-8目標を同時追跡が可能な1493型ドップラー・レーダーを搭載した事により新型の空対空ミサイルであるPL-8、PL-12、PL-15が使用可能となっており攻撃力の向上も図られている｡
J-11BH
J-11Bの海軍向けの型式。2010年に初めて確認された。
J-11BS
J-11Bの複座型。
J-11BSH
J-11BSの海軍向けの型式。
J-11D
フェーズドアレイレーダー、IRSTを装備し、機体はレーダーに探知される事を避けるためエアインテークには複合材料が多量に使用されている。翼下にはそれぞれ3箇所のハードポイントが存在する。未確認の情報ではJ-11Dには新型のフライ・バイ・ワイヤシステム、グラスコックピット化、新型のエンジンの搭載がなされているとの情報も存在する｡
現在は試作のみに留まっており､J-11Dの研究は既に中止されたか延期された可能性が高く､J-11Dの技術をバックフィットしたJ-11Bの改良型であるJ-11BG/BGHが生産・配備されている。
J-15
艦上戦闘機型。
J-11の技術に加えてSu-33の技術も導入されており、アレスティング・フックなど航空母艦着艦用の装備を備えている。

## 仕様
出典
- 乗員：1名（単座型）、2名（複座型）
- 全長：21.9 m
- 全幅：14.7 m
- 全高：5.92 m
- 翼面積：52.84 m2
- 空虚重量：16,380 kg
- 最大離陸重量：33,000 kg
- 燃料容量：9,400kg
- エンジン
  - WS-10D ターボファンエンジン×2基
- 推力 （ドライ推力 / アフターバーナー）
  - WS-10D ： 75.22kN / 123kN

### 性能
- 最大速度：マッハ 2.1
- 許容G：+9G
- 戦闘行動半径：1,500 km
- 航続距離：3,530 km
- 実用上昇限度：9,000 m

### 武装
- 固定武装：GSh-30-1 30mm機関砲 1門
- ハードポイント：10
- 空対空ミサイル：PL-8、PL-9（英語版）、PL-10（英語版）、PL-11、PL-12、R-27、R-73、R-77
- その他：各種無誘導爆弾、ロケット弾など